# Europarlamentari della Spagna della III legislatura
Gli europarlamentari della Spagna della III legislatura, eletti in occasione delle elezioni europee del 1989, furono i seguenti.

## Composizione storica
| Europarlamentare                    | Lista                                                                     | Gruppo |
| ----------------------------------- | ------------------------------------------------------------------------- | ------ |
| José Álvarez De Paz                 | Partito Socialista Operaio Spagnolo                                       | SOC    |
| Víctor Manuel Arbeloa Muru          | Partito Socialista Operaio Spagnolo                                       | SOC    |
| Miguel Arias Cañete                 | Partito Popolare                                                          | PPE    |
| Juan María Bandrés Molet            | Sinistra dei Popoli (Euskadiko Ezkerra)                                   | GV     |
| Enrique Barón Crespo                | Partito Socialista Operaio Spagnolo                                       | SOC    |
| Pedro Bofill Abeilhe                | Partito Socialista Operaio Spagnolo                                       | SOC    |
| Carlos María Bru Purón              | Partito Socialista Operaio Spagnolo                                       | SOC    |
| Pío Cabanillas Gallas               | Partito Popolare                                                          | PPE    |
| Jesús Cabezón Alonso                | Partito Socialista Operaio Spagnolo                                       | SOC    |
| Rafael Calvo Ortega                 | Centro Democratico e Sociale                                              | LDR    |
| Juan José De La Cámara Martínez     | Partito Socialista Operaio Spagnolo                                       | SOC    |
| Eusebio Cano Pinto                  | Partito Socialista Operaio Spagnolo                                       | SOC    |
| José Ramón Caso Garcia              | Centro Democratico e Sociale                                              | LDR    |
| Juan Luis Colino Salamanca          | Partito Socialista Operaio Spagnolo                                       | SOC    |
| Joan Colom i Naval                  | Partito Socialista Operaio Spagnolo                                       | SOC    |
| Carmen Díez de Rivera Icaza         | Partito Socialista Operaio Spagnolo                                       | SOC    |
| Teresa Domingo Segarra              | Sinistra Unita                                                            | GUE    |
| Bárbara Dührkop                     | Partito Socialista Operaio Spagnolo                                       | SOC    |
| Arturo Juan Escuder Croft           | Partito Popolare                                                          | PPE    |
| Gerardo Fernández-Albor             | Partito Popolare                                                          | PPE    |
| Concepció Ferrer                    | Convergenza e Unione (Unione Democratica di Catalogna)                    | PPE    |
| Juan Antonio Gangoiti Llaguno       | Coalizione Nazionalista (Partito Nazionalista Basco)                      | NI     |
| Juan Carlos Garaikoetxea Urriza     | Per l'Europa dei Popoli (Eusko Alkartasuna)                               | ARC    |
| Manuel García Amigo                 | Partito Popolare                                                          | PPE    |
| Ludivina García Arias               | Partito Socialista Operaio Spagnolo                                       | SOC    |
| Carles-Alfred Gasòliba i Böhm       | Convergenza e Unione (Convergenza Democratica di Catalogna)               | LDR    |
| José María Gil-Robles Gil-Delgado   | Partito Popolare                                                          | PPE    |
| Antoni Gutiérrez Díaz               | Sinistra Unita                                                            | GUE    |
| María Izquierdo Rojo                | Partito Socialista Operaio Spagnolo                                       | SOC    |
| Carmen Llorca Vilaplana             | Partito Popolare                                                          | PPE    |
| Manuel Medina Ortega                | Partito Socialista Operaio Spagnolo                                       | SOC    |
| Ana Miranda De Lage                 | Partito Socialista Operaio Spagnolo                                       | SOC    |
| José María Montero Zabala           | Herri Batasuna                                                            | NI     |
| Fernando Morán López                | Partito Socialista Operaio Spagnolo                                       | SOC    |
| Raúl Morodo Leoncio                 | Centro Democratico e Sociale                                              | LDR    |
| Antonio Navarro                     | Partito Popolare                                                          | PPE    |
| Francisco Oliva Garcia              | Partito Socialista Operaio Spagnolo                                       | SOC    |
| Marcelino Oreja                     | Partito Popolare                                                          | PPE    |
| Leopoldo Ortiz Climent              | Partito Popolare                                                          | PPE    |
| Pedro Pacheco Herrera               | Partito Andalusista                                                       | ARC    |
| Fernando Pérez Royo                 | Sinistra Unita                                                            | GUE    |
| Carlos Perreau de Pinninck Doménech | Raggruppamento Ruiz-Mateos                                                | NI     |
| Luis Planas Puchades                | Partito Socialista Operaio Spagnolo                                       | SOC    |
| Josep E. Pons Grau                  | Partito Socialista Operaio Spagnolo                                       | SOC    |
| Alonso José Puerta                  | Sinistra Unita                                                            | GUE    |
| Eduardo Punset I Casals             | Centro Democratico e Sociale                                              | LDR    |
| Juan De Dios Ramírez Heredia        | Partito Socialista Operaio Spagnolo                                       | SOC    |
| Carlos Robles Piquer                | Partito Popolare                                                          | PPE    |
| Domènec Romera I Alcàzar            | Partito Popolare                                                          | PPE    |
| Xavier Rubert De Ventós             | Partito Socialista Operaio Spagnolo (Partito dei Socialisti di Catalogna) | SOC    |
| Guadalupe Ruiz-Giménez Aguilar      | Centro Democratico e Sociale                                              | LDR    |
| José María Ruiz-Mateos              | Raggruppamento Ruiz-Mateos                                                | NI     |
| Francisco Javier Sanz Fernández     | Partito Socialista Operaio Spagnolo                                       | SOC    |
| Enrique Sapena Granell              | Partito Socialista Operaio Spagnolo                                       | SOC    |
| Mateo Sierra Bardají                | Partito Socialista Operaio Spagnolo                                       | SOC    |
| Joaquín Sisó Cruellas               | Partito Popolare                                                          | PPE    |
| Fernando Suárez González            | Partito Popolare                                                          | PPE    |
| José Valverde López                 | Partito Popolare                                                          | PPE    |
| José Vázquez Fouz                   | Partito Socialista Operaio Spagnolo                                       | SOC    |
| Josep Verde I Aldea                 | Partito Socialista Operaio Spagnolo (Partito dei Socialisti di Catalogna) | SOC    |

## Modifiche intervenute

### Partito Socialista Operaio Spagnolo
- In data 10.09.1990 a Francisco Oliva Garcia subentra José Manuel Duarte Cendán.
- In data 18.01.1994 a Luis Planas Puchades subentra Anna Terrón I Cusí.

### Partito Popolare
- In data 18.10.1991 a Pío Cabanillas Gallas subentra José María Lafuente López.
- In data 19.10.1992 a Arturo Juan Escuder Croft subentra Íñigo Méndez De Vigo.
- In data 30.06.1993 a Marcelino Oreja subentra José Javier Pomés Ruiz.
- In data 13.07.1993 a Leopoldo Ortiz Climent subentra Javier Areitio Toledo.

### Centro Democratico e Sociale
- In data 22.11.1989 a José Ramón Caso Garcia subentra José Antonio Escudero.

### Sinistra Unita
- In data 12.01.1993 a Fernando Pérez Royo subentra Laura González Álvarez.

### Coalizione Nazionalista
- In data 08.07.1992 a Juan Antonio Gangoiti Llaguno subentra Isidoro Sánchez García (Coalizione Canaria).
- In data 15.07.1993 a Isidoro Sánchez García subentra José Domingo Posada González (Coalizione Galiziana).

### Partito Andalusista
- In data 30.07.1990 a Pedro Pacheco Herrera subentra Diego De Los Santos López.

### Herri Batasuna
- In data 06.09.1990 a José María Montero Zabala subentra Karmelo Landa Mendibe.

### Per l'Europa dei Popoli
- In data 21.03.1991 a Juan Carlos Garaikoetxea Urriza subentra Heribert Barrera I Costa (Sinistra Repubblicana di Catalogna).